# Henri Dillenburg
Henri Dillenburg (Diekirch, 21 maart 1926 – Luxemburg-Stad, 3 april 2020) was een Luxemburgs kunstschilder en tekenaar.

## Leven en werk
Henri Dillenburg werd opgeleid aan de École d'artisans de l'État, de ambachtsschool in Limpertsberg, als leerling van Josy Meyers en Jean-Pierre Calteux. Tijdens de Tweede Wereldoorlog was hij een van de Luxemburgse dwangrekruten, die werden gedwongen dienst te nemen. Hij werd in juni 1944 ingedeeld bij de Reichsarbeitsdienst, maar wist na een aantal maanden te deserteren. Hij werd in september 1944 opgepakt en zat tot aan de bevrijding als krijgsgevangene in Polen en Rusland. Na de oorlog studeerde hij aan het Institut Supérieur de Peinture in Brussel. Hij vestigde zich als schilder in Luxemburg en werkte daarnaast als restaurator bij het Musée National d'Histoire et d'Art.
De schilder sloot zich aan bij de kunstenaarsvereniging Cercle Artistique de Luxembourg en nam vanaf 1950 deel aan de jaarlijkse salons. Hij ontving prijzen voor jonge kunstenaars (1952, 1953) en ex aequo met zijn oud-leraar Calteux de Prix Grand-Duc Adolphe (1954). In 1954 stond hij, met onder anderen Will Dahlem, François Gillen, Emile Kirscht en Michel Stoffel, aan de wieg van de Iconomaques, een groep van abstract werkende Luxemburgse kunstenaars. Hij liet het abstracte al snel achter zich en maakte aquarellen, waarin de invloed van Paul Klee zichtbaar is. Dillenburg schilderde vaak in series, zo schilderde hij in de jaren 70 doeken met eenogige figuren, in de jaren 80 landschappen in gedurfde kleuren en gevarieerde uitdrukkingsvormen en in de jaren 90 figuren met hoorns en/of vleugels. Begin 21e eeuw werden zijn landschapper abstracter, waarbij hij silhouetten van dorpen en gebouwen deconstrueerde en als in een collage over de doeken verdeelde.
Henri Dillenburg overleed op 94-jarige leeftijd.

## Prijzen en onderscheidingen
- 1952 Prix de la Jeune Peinture Luxembourgeoise
- 1953 Prix des Jeunes du Dessin et de la Gravure
- 1954 Prix Grand-Duc Adolphe
- 1961 Eervolle vermelding op de Biënnale van São Paulo

- Bibliothèque nationale de France: cb14972955z (data)
- Gemeinsame Normdatei: 174200390
- International Standard Name Identifier: 0000 0003 7024 3772
- Musée national d'archéologie, d'histoire et d'art: lkl000579
- RKD-Nederlands Instituut voor Kunstgeschiedenis: 23185
- Virtual International Authority File: 241671478